# Morowe
Morowe – polska grupa muzyczna wykonująca black metal. Powstała w 2006 roku w Katowicach z inicjatywy Nihila, Hansa i Baronvonba. 1 czerwca 2010 roku ukazał się debiutancki album formacji zatytułowany Piekło.Labirynty.Diabły. Nagrania zostały zarejestrowane pomiędzy jesienią 2008 a latem 2009 roku w S-tracks Studio w Katowicach. Pierwsze koncerty formacji odbyły się w 2011 roku w ramach Phoenix Rising Tour 2011. Grupa w rozszerzonym do siedmiu osób składzie poprzedziła występy zespołów Blindead i Behemoth. Zespół Morowe wziął także udział w drugiej części trasy, która odbyła się w styczniu 2012 roku. 

## Muzycy
| Obecny skład zespołu - Michał "Nihil" Kuźniak - śpiew, gitara, sample, gitara basowa, instrumenty klawiszowe (od 2006) - Hans - gitara, gitara basowa, sample, instrumenty klawiszowe (od 2006) - Michał "ML" Łysejko - perkusja (od 2013) Byli członkowie zespołu - Mariusz "BaronVonB" Pawłowski - perkusja (2006-2013) |  | Muzycy koncertowi - Grzegorz "Namtar" Kantor - śpiew (od 2011) - Zbigniew "Shocker" Malinowski - śpiew (od 2011) - Kamil "Sars" Staszałek - gitara basowa (od 2011) - Jakub "Static" Całka - gitara elektryczna (2011-2012) - Michał ''DQ'' Kowal - perkusja (2014-?) |

## Dyskografia
| Tytuł                              | Dane dot. albumu                                              |
| ---------------------------------- | ------------------------------------------------------------- |
| Piekło.Labirynty.Diabły            | - Data: 1 czerwca 2010 - Wydawca: Witching Hour Productions   |
| Dziwki dwie (split z Non Opus Dei) | - Data: 15 sierpnia 2013 - Wydawca: Witching Hour Productions |
| S                                  | - Data: 14 lutego 2014 - Wydawca: Witching Hour Productions   |

## Nagrody i wyróżnienia
| Rok  | Kategoria   | Tytułem                 | Nagroda                      | Nota      | Źródło |
| ---- | ----------- | ----------------------- | ---------------------------- | --------- | ------ |
| 2011 | Debiut roku | Piekło.Labirynty.Diabły | Plebiscyt Metal Hammer, 2010 | 1 miejsce | [ 6 ]  |
| 2011 | Album roku  | Piekło.Labirynty.Diabły | Plebiscyt Metal Hammer, 2010 | 5 miejsce | [ 6 ]  |